# Antonio Pinto (componist)
Antonio Pinto (Rio de Janeiro, 1967) is een Braziliaans filmcomponist.
Pinto komt niet uit een muzikale familie. Hij kreeg interesse voor muziek toen hij een jaar of acht was, doordat een van zijn zussen weleens uit ging met een bassist van een band. Kort daarna had hij in huis zelf een piano, drumstel en een gitaar. Zijn vader Ziraldo Alves Pinto is een bekende striptekenaar in Brazilië, en zijn zus Daniela Thomas een filmregisseur en scenarioschrijster. Pinto begon begin jaren negentig muziek te componeren voor films en documentaires. Zijn werk als filmcomponist leverde hem in 2008 een Golden Globe Award-nominatie op, voor de film Love in the Time of Cholera in de categorie 'Best Original Song' voor het schrijven van het nummer "Despedida" met Shakira. In 2015 componeerde hij de muziek van de biografische documentaire Amy. In 2016 schreef hij de officiële muziek voor de openingsceremonie van de Olympische Zomerspelen 2016 in Rio de Janeiro.

## Filmografie
- 1994: Menino Maluquinho: O Filme
- 1998: Central do Brasil
- 1994: Menino Maluquinho 2: A Aventura
- 1994: O Primeiro Dia
- 2001: Abril Despedaçāo
- 2002: Cidade de Deus
- 2004: Nina
- 2004: Crónicas
- 2005: All the Invisible Childeren (segment "Bilu e Joāo")
- 2005: Lord of War
- 2006: 10 Items or Less
- 2007: Perfect Stranger
- 2007: Cidade dos Homens
- 2007: Love In the Time of Cholera
- 2009: À Deriva
- 2009: The Vintner's Luck
- 2009: Lula, o Filho do Brasil
- 2010: VIPs
- 2010: Pequeno Cidadāo
- 2012: Get the Gringo (oorspronkelijke titel: How I Spent My Summer Vacation)
- 2013: Snitch
- 2013: The Host
- 2014: Trash
- 2014: McFarland, USA
- 2015: Self/less (met Dudu Aram)
- 2015: Operações Especiais (met Dudu Aram)
- 2016: Custody
- 2016: Pequeno Segredo
- 2017: Amazon Adventure

## Overige producties

### Televisieseries
- 2002: Cidade dos Homens
- 2005: Jonny Zero (themes)
- 2006: Um Menino Muito Maluquinho

### Documentaires
- 1999: Notícias de uma Guarra Particular
- 2002: Onde a Terra Acaba
- 2010: Senna
- 2013: Inside Out (met Dudu Aram en Samuel Ferrari)
- 2015: Amy
- 2019: Diego Maradona

## Prijzen en nominaties

### Golden Globe Awards
| Jaar | Titel                       | Categorie      | Uitslag     |
| ---- | --------------------------- | -------------- | ----------- |
| 2008 | Love in the Time of Cholera | Beste filmsong | Genomineerd |

## Hitlijsten

### Albums
| Album met eventuele hitnotering(en) in de Nederlandse Album Top 100 | Datum van verschijnen | Datum van binnenkomst | Hoogste positie | Aantal weken | Opmerkingen                    |
| ------------------------------------------------------------------- | --------------------- | --------------------- | --------------- | ------------ | ------------------------------ |
| Amy                                                                 | 2015                  | 07-11-2015            | 51              | 2            | met Amy Winehouse / soundtrack |

| Album met hitnotering(en) in de Vlaamse Ultratop 200 albums | Datum van verschijnen | Datum van binnenkomst | Hoogste positie | Aantal weken | Opmerkingen                    |
| ----------------------------------------------------------- | --------------------- | --------------------- | --------------- | ------------ | ------------------------------ |
| Amy                                                         | 2015                  | 07-11-2015            | 50              | 5            | met Amy Winehouse / soundtrack |

- Biblioteca Nacional de España: XX5329833
- Bibliothèque nationale de France: cb14216259x (data)
- Catàleg d'autoritats de noms i títols de Catalunya: 981058514529306706
- Gemeinsame Normdatei: 135105579
- International Standard Name Identifier: 0000 0000 7972 1214
- Library of Congress Control Number: no2003041342
- MusicBrainz: ba352c1a-8838-4da1-ab7c-22ea098a9a20
- Nationale Bibliotheek van Tsjechië: xx0084730
- Nationale Bibliotheek van Israël: 987007325756105171
- Système universitaire de documentation: 059621702
- Virtual International Authority File: 24812710
- WorldCat: E39PBJrwWdWGbJ87bmkKFV7yh3